# Марокански скакалец
Мароканският скакалец (Dociostaurus maroccanus) е повсеместно разпространен в България и се среща едновременно с италианския скакалец. Локалните средища, от които може да се очаква каламитет на това насекомо, респ. значителни вреди от него, са проучени и добре известни. Характерна особеност на този скакалец е, че периодично той се проявява в каламитет и, поради това, че има типичен стадиен начин на живот и значително по-мобилен от италианския скакалец, в световен мащаб това насекомо е причина за тотално ликвидиране на големи площи растителност. Това предполага и значително по-големи разходи за борба с него. В условията на България, заедно с така нар. колективизация на земеделското производство през 50-те години, бяха разорани основни негови местообитания, каквито са синорите и целинните места. Ето защо, големи вреди от този неприятел по земеделските култури през последните 50 години не са отчитани.

## Морфологични особености
- Възрастно насекомо. Има ръждиво кафяво или светло кафяво тяло с тъмни или светло жълти петна. Пипалата са по-дълги от главата и гърдите, взети заедно. На преднегръда има две добре забележими бели или бледо жълти ивици под формата на буквата „Х“. По предните крила има тъмно кафяви до черни петна. Дължината на мъжките насекоми е 20-28 mm, а на женските – 28-30 mm.
- Яйце. Наподобява зърно от ръж и е бледожълто. Яйцата са поместени в яйчни мехчета, които имат цилиндрична форма с плоско капаче и дължина 20-30 mm. В тях са поместени 14-40 яйца, наредени в 4 реда.
- Ларва. Прилича по форма на възрастното насекомо. Първоначално тя е бяла, безкрила и постепенно става сива или кафявочерна. От втора възраст нататък се очертават характерните ивици под формата на буквата „Х“. През третата ѝ възраст се появяват зачатъчни крила, в чертвърта възраст тя става маслиненочервена и в пета възраст добива цвета, характерен за възрастното насекомо.

## Биологични особености
- Насекомото развива в условията на България едно поколение годишно и зимува като яйце в почвата.
- Ларвите се излюпват в края на април – началото на май, когато температурата се задържи над 17 °С. Те преминават 5 възрасти и за период от 30-40 дни се оформят като възрастни насекоми.
- Окрилянето на насекомото става през първата половина на юни. Възрастните насекоми прелитат на разстояние до 50 km дневно само през деня и при температура над 22 °С.
- Яйцеснасянето става от края на юни до началото на август. Мароканският скакалец избира за полагане на яйцата по-леки почви. Женската прави ямичка в почвата, в която отделя пенеста материя, от която се образува мехче и снася в него яйцата си. Един женски индивид снася средно 150-200 яйца.
- Мароканският скакалец проявява силна склонност към стадиен начин на живот и още от ранните си стадии като ларва се движи в плътни маси. По време на развитието си ларвите и възрастните насекоми се хранят непрекъснато с всевъзможна растителност, поради което след тяхното преминаване не остават здрави растения. По време на прелети насекомите летят в огромно ято с ширина няколко километра и дебелина на слоя от насекоми до 1 m.